# الفرسان الثلاثة (فلم 1962)
الفرسان الثلاثة فيلم مصري أبيض وأسود. إنتاج عام 1962 من تمثيل إسماعيل ياسين، محمود المليجي، عبد السلام النابلسي، رجاء الجداوي، عبد المنعم إسماعيل ومن تأليف أبو السعود الإبياري وإخراج فطين عبدالوهاب.
تدور أحداث الفيلم حول المحامي (صالح) الورع، التقي، الذي يكتب عن معتقداته ومبادئه في مجلة أسماها (أضواء الفضيلة)، لكن المجلة لا تلقى أي رواج، وفي الوقت نفسه يصر على تزويج ابنته من الشيخ (فاضل) رغم أنها تحب ابن عمها (نبيل)، وبعد فترة تموت إحدى أقرباء صالح التي كانت تعمل راقصة، ويرث عنها الملهي الليلي الذي كانت تمتلكه؛ مما يغير الكثير من مبادئه التي كان يؤمن بها من قبل.

## القصة كاملة
صالح محامي شديد التقوى، أسس مجلة تدعى؛ أضواء الفضيلة يكتب فيها عن مبادئه، لكن المجلة لا تلقى أي إقبال لدى الجماهير. أما ابنته هدى فإنها تحب ابن عمها نبيل ولكن والدها قرر أن تكون ابنته من نصيب الشيخ فاضل الذي يقيم في بيتهم لبضعة أيام بمناسبة انعقاد «مجلس تطهير الأخلاق». من بين أقارب المحامي صالح، راقصة تمتلك ملهى ليلى، ماتت وتركت له الملهى وقد اشترطت أن يديره بنفسه، ومع الوقت يقوم بتغيير اسم الملهى إلى: «ملهى الفضيلة والاحتشام» ويتحول صالح إلى شخص منكب على الملاهي، أما نبيل فيغدو شديد التقوى ويتزوج من هدى.

## فريق العمل

### تمثيل
| - إسماعيل ياسين - محمود المليجي - عبد السلام النابلسي - محمود عزمي - رجاء الجداوي - عبد المنعم إسماعيل | - نجمة إبراهيم (مدموازيل غندورة هانم) - فوزية إبراهيم - عبد الغني النجدي - نعمت مختار - سامية رشدي - محمد صبيح | - أنور محمد - أحمد ثروت - حسين إسماعيل - ليلى حمدي - خيري القليوبي | - علي المعاون - فردوس محمد - عبد العظيم كامل - علي رشدي - بدر نوفل |

### إداريون
| - أبو السعود الإبياري (قصة وسيناريو وحوار) - فطين عبد الوهاب (مخرج) - إبراهيم المنياوي (مخرج مساعد) - محمد مفتاح (مخرج مساعد) - لاديسلاس سابو (مصور) - كيليليو (مصور) | - حسين أحمد (مونتير) - أندريا زنديلس (أندريه) (مهندس الصوت) - فيلم النيل (منتج) - السعيد صادق (منتج) - المتحدة للسينما (صبحي فرحات) (التوزيع الخارجي) - أفلام ماجدة (التوزيع الداخلي) | - ميتشو (ماكيير) - مسعود الهوارى (مصور فوتوغرافيا) - عبد المنعم علي (مهندس المناظر) - ماهر عبد النور (مهندس المناظر) - ستديو الأهرام (ستديوهات الأهرام) (الطبع والتحميض) - إمام عويس (ريجيسير) |